# Bàndicut pigmeu dels Arfak
El bàndicut pigmeu dels Arfak (Microperoryctes aplini) és un marsupial de la família dels bàndicuts. Aquesta espècie és endèmica de Nova Guinea. El seu hàbitat natural són els boscos humits de montà tropicals o subtropicals. Encara que no sembla que hi hagi cap amenaça significativa per a la seva supervivència, és considerada una espècie vulnerable.
És un dels mamífers vivents descrits més recentment. Fou anomenat en honor del zoòleg australià Ken P. Aplin.